# The Who Tour 1970
The Who Tour 1970 fue una gira musicale por parte de la banda británica The Who durante 1970.

## Lita de canciones
1. "Heaven and Hell" (John Entwistle)
2. "I Can't Explain"
3. "Fortune Teller" (Naomi Neville)
4. "Tattoo"
5. "Young Man Blues" (Mose Allison)
6. "Substitute"
7. "Happy Jack"
8. "I'm a Boy"
9. "A Quick One, While He's Away"
10. "Overture"
11. "It's a Boy"
12. "1921"
13. "Amazing Journey"
14. "Sparks"
15. "Eyesight to the Blind" (Sonny Boy Williamson II)
16. "Christmas"
17. "The Acid Queen"
18. "Pinball Wizard"
19. "Do You Think It's Alright?"
20. "Fiddle About"
21. "Tommy, Can You Hear Me?"
22. "There's a Doctor"
23. "Go to the Mirror!"
24. "Smash the Mirror"
25. "Miracle Cure"
26. "Sally Simpson"
27. "I'm Free"
28. "Tommy's Holiday Camp" (Keith Moon)
29. "We're Not Gonna Take It"/"See Me, Feel Me"
30. "Summertime Blues" (Eddie Cochran, Jerry Capehart)
31. "Shakin' All Over" (Johnny Kidd)
32. "Spoonful" (Willie Dixon) (not played every night)
33. "My Generation" (usually including "See Me, Feel Me", "Naked Eye (instrumental)", "Coming Out To Get You" and "Sparks".)
34. "Magic Bus" (performed at least once, at Leeds University on 14 February)

1. "Heaven and Hell" (John Entwistle)
2. "I Can't Explain"
3. "Young Man Blues" (Mose Allison)
4. "The Seeker" (dropped after 19 June)
5. "Water"
6. "I Don't Even Know Myself" (not played every night)
7. "Overture"
8. "It's a Boy"
9. "1921"
10. "Amazing Journey"
11. "Sparks"
12. "Eyesight to the Blind" (Sonny Boy Williamson II)
13. "Christmas"
14. "The Acid Queen"
15. "Pinball Wizard"
16. "Do You Think It's Alright?"
17. "Fiddle About"
18. "Tommy, Can You Hear Me?"
19. "There's a Doctor"
20. "Go to the Mirror!"
21. "Smash the Mirror"
22. "Miracle Cure"
23. "Sally Simpson" (dropped after 9 June)
24. "I'm Free"
25. "Tommy's Holiday Camp" (Keith Moon)
26. "We're Not Gonna Take It"/"See Me, Feel Me"
27. "Summertime Blues" (Eddie Cochran, Jerry Capehart)
28. "Shakin' All Over" (Johnny Kidd)
29. "Spoonful" (Willie Dixon) (not played every night)
30. "My Generation" (usually including "See Me, Feel Me", "Naked Eye (instrumental)" and "Sparks". "I Don't Even Know Myself" was included on 14 June.)
31. "Naked Eye" (not played every night)

## Fechas de la gira
| Fecha                    | Ciudad                     | País          | Lugar                                           |
| Europa                   | Europa                     | Europa        | Europa                                          |
| ------------------------ | -------------------------- | ------------- | ----------------------------------------------- |
| 16 de enero de 1970      | Paris                      | France        | Champs-Elysees Theatre                          |
| 17 de enero de 1970      | Paris                      | France        | Champs-Elysees Theatre                          |
| 24 de enero de 1970      | Copenhague                 | Denmark       | Royal Theatre                                   |
| 26 de enero de 1970      | Cologne                    | Germany       | Opernhaus                                       |
| 27 de enero de 1970      | Hamburg                    | Germany       | Opernhaus                                       |
| 28 de enero de 1970      | Berlín                     | Germany       | Deutschland Stadt Opera House                   |
| 30 de enero de 1970      | Ámsterdam                  | Netherlands   | Concertgebouw                                   |
| 14 de febrero de 1970    | Leeds                      | England       | University Refectory                            |
| 15 de febrero de 1970    | Hull                       | England       | Hull City Hall                                  |
| Reino Unido              |                            |               |                                                 |
| 18 de abril de 1970      | Leicester                  | England       | Leicester University                            |
| 25 de abril de 1970      | Nottingham                 | England       | Nottingham University                           |
| 27 de abril de 1970      | Dunstable                  | England       | Civic Hall                                      |
| 1 de mayo de 1970        | Exeter                     | England       | Great Hall                                      |
| 2 de mayo de 1970        | Sheffield                  | England       | Sheffield University                            |
| 8 de mayo de 1970        | Kent                       | England       | Eliot College, University of Kent at Canterbury |
| 9 de mayo de 1970        | Manchester                 | England       | Manchester University                           |
| 15 de mayo de 1970       | Lancaster                  | England       | University of Lancaster                         |
| 16 de mayo de 1970       | York                       | England       | Derwent College, University of York             |
| Norteamérica             |                            |               |                                                 |
| 6 de junio de 1970       | New York City              | United States | Metropolitan Opera House                        |
| 7 de junio de 1970       | New York City              | United States | Metropolitan Opera House                        |
| 9 de junio de 1970       | Denver, Colorado           | United States | Mammoth Gardens                                 |
| 10 de junio de 1970      | Denver, Colorado           | United States | Mammoth Gardens                                 |
| 13 de junio de 1970      | San Diego, California      | United States | Convention Hall                                 |
| 14 de junio de 1970      | Anaheim, California        | United States | Anaheim Stadium                                 |
| 15 de junio de 1970      | Berkeley, California       | United States | Berkeley Community Theatre                      |
| 16 de junio de 1970      | Berkeley, California       | United States | Berkeley Community Theatre                      |
| 19 de junio de 1970      | Dallas, Texas              | United States | Dallas Memorial Auditorium                      |
| 20 de junio de 1970      | Houston, Texas             | United States | Hofheinz Pavilion, University of Houston        |
| 21 de junio de 1970      | Memphis, Tennessee         | United States | Ellis Auditorium                                |
| 22 de junio de 1970      | Atlanta, Georgia           | United States | Municipal Auditorium                            |
| 24 de junio de 1970      | Philadelphia, Pennsylvania | United States | The Spectrum                                    |
| 25 de junio de 1970      | Cincinnati, Ohio           | United States | Cincinnati Music Hall                           |
| 26 de junio de 1970      | Cincinnati, Ohio           | United States | Cincinnati Music Hall                           |
| 27 de junio de 1970      | Cleveland, Ohio            | United States | Public Auditorium                               |
| 29 de junio de 1970      | Columbia, Maryland         | United States | Merriweather Post Pavilion                      |
| 1 de julio de 1970       | Chicago, Illinois          | United States | Auditorium Theatre                              |
| 2 de julio de 1970       | Kansas City, Misuri        | United States | Freedom Palace                                  |
| 3 de julio de 1970       | Minneapolis, Minnesota     | United States | Minneapolis Auditorium                          |
| 4 de julio de 1970       | Chicago, Illinois          | United States | Auditorium Theatre                              |
| 5 de julio de 1970       | Detroit, Míchigan          | United States | Cobo Hall                                       |
| 7 de julio de 1970       | Lenox, Massachusetts       | United States | Tanglewood Music Shed                           |
| Europa                   |                            |               |                                                 |
| 25 de julio de 1970      | Dunstable                  | England       | Civic Hall                                      |
| 8 de agosto de 1970      | Sutton Coldfield           | England       | The Belfry                                      |
| 24 de agosto de 1970     | Wolverhampton              | England       | Wolverhampton Civic Hall                        |
| 29 de agosto de 1970     | Isle of Wight              | England       | Isle of Wight Festival 1970                     |
| 12 de septiembre de 1970 | Münster                    | Germany       | Halle Münsterland                               |
| 13 de septiembre de 1970 | Offenbach                  | Germany       | Stadthalle Offenbach                            |
| 16 de septiembre de 1970 | Róterdam                   | Netherlands   | De Doelen                                       |
| 17 de septiembre de 1970 | Ámsterdam                  | Netherlands   | Concertgebouw                                   |
| 20 de septiembre de 1970 | Copenhague                 | Denmark       | Falkoner Centret Teatret                        |
| 21 de septiembre de 1970 | Aarhus                     | Denmark       | Vejlby-Risskov Hallen                           |
| 6 de octubre de 1970     | Cardiff                    | Wales         | Sophia Gardens                                  |
| 7 de octubre de 1970     | Manchester                 | England       | Free Trade Hall                                 |
| 8 de octubre de 1970     | Purley                     | England       | Orchid Ballroom                                 |
| 10 de octubre de 1970    | Brighton                   | England       | Old Refectory, Sussex University                |
| 11 de octubre de 1970    | Birmingham                 | England       | Birmingham Odeon                                |
| 13 de octubre de 1970    | Leeds                      | England       | Locarno Ballroom                                |
| 18 de octubre de 1970    | London                     | England       | Lewisham Odeon                                  |
| 22 de octubre de 1970    | Stockton-on-Tees           | England       | ABC Cinemas                                     |
| 23 de octubre de 1970    | Glasgow                    | Scotland      | Greens Playhouse                                |
| 24 de octubre de 1970    | Sheffield                  | England       | Sheffield University                            |
| 25 de octubre de 1970    | Liverpool                  | England       | Liverpool Empire Theatre                        |
| 26 de octubre de 1970    | Stoke-on-Trent             | England       | Trentham Gardens                                |
| 29 de octubre de 1970    | London                     | England       | Hammersmith Palais                              |
| 5 de noviembre de 1970   | Birmingham                 | England       | Kinetic Circus                                  |
| 21 de noviembre de 1970  | Leeds                      | England       | Leeds University                                |
| 28 de noviembre de 1970  | Coventry                   | England       | Lanchester Polytechnic                          |
| 5 de diciembre de 1970   | Norwich                    | England       | Lads' Club                                      |
| 15 de diciembre de 1970  | Newcastle upon Tyne        | England       | Mayfair Ballroom                                |
| 16 de diciembre de 1970  | Scarborough                | England       | Futurist Theatre                                |
| 20 de diciembre de 1970  | Chalk Farm                 | England       | The Roundhouse                                  |